# ゴールデンスランバー
『ゴールデンスランバー』（A MEMORY）は、伊坂幸太郎による日本の小説、および同小説を原作とする日本映画。

## 概要
首相暗殺の濡れ衣を着せられた男の、2日間に亘る逃亡劇を描いた作品。2008年本屋大賞受賞、第21回山本周五郎賞受賞作品。『このミステリーがすごい!』2009年版1位。
著者にとっては2年ぶりの書き下ろし作品である。作品は、全部で五部から構成されており、第四部「事件」が作品の大半を占めている。序盤から多くの伏線がはられ、魅力的な人物が数多く登場し、それまでの著者の作品のエッセンスが数多く含まれていることから、本作発表時点での著者の集大成と評されている。
この作品では、主人公の昔の彼女や、大学のサークル仲間といった周りの人たちとの絆が大きな役割を果たしている。
タイトルはビートルズの同名楽曲から引用されており、作中にも「ヘルプ!」「カム・トゥゲザー」などのビートルズのタイトルが散見される。

## あらすじ
首相公選制が存在する世界の現代日本。仙台市では期待のダークホースとして初当選した金田首相の凱旋パレードが盛大に行われていた。
パレードを無視して、数年ぶりに大学時代の親友・森田森吾との待ち合わせ場所に急ぐ青柳雅春。宅配ドライバーの彼は数年前に暴漢に襲われていたアイドルの凛香を仕事中偶然にも助けたことで一躍時の人となり、地元では顔を知られた有名人であった。
森田の様子がおかしいことを訝しむ青柳に、「お前、オズワルドにされるぞ」と告げる森田。その直後に、背後でパレード中の首相が、どこからともなく飛んできたドローンの爆発により暗殺された。警官が青柳らの車に駆け寄る中、「お前は逃げろ」と青柳を逃がす森田。わけも分からず青柳が降りた車は、森田を乗せたまま爆発した。
直後から、ニュースで早くも青柳の顔写真や映像がくり返し流され、首相暗殺犯として大々的に報道され始めた。青柳は、警察やマスコミを意のままに操作出来る大きな何かが、それなりに顔を知られ発見されやすい自分を犯人に仕立て上げようとしていることを思い知らされる。
学生時代の恋人や、人の良い「連続通り魔犯」など様々な人々の力を借りて、逃走につぐ逃走を重ねる青柳。だが、遂に追い詰められた青柳は、死体となって発見された。
首相暗殺事件が解決した2ヶ月後。青柳の両親や協力者の元に様々な形で報せが届いた。それは、青柳と当事者しか知らない内容で、さり気なく青柳の生存を示す内容だった。見つかった死体は偽者だったのだ。整形した青柳は身元を偽り、ひとり静かに姿を消した。

## 登場人物
青柳雅春（あおやぎ まさはる）
本作の主人公。数か月前まで宅配便の配達ドライバーをしていたが、現在は退職しており失業保険で生活している。
数年前、当時のトップアイドルであった凛香を暴漢から助け出したことがあり、一躍時の人となった。
金田首相暗殺の濡れ衣を着せられ、逃亡の身となる。
森田森吾（もりた しんご）
青柳雅春の学生時代の友人。「森の声が聞こえる」と冗談混じりながらも、観察力に基づく鋭い洞察を示す。結婚し子供もいるが、妻がパチンコにはまったことで多額の借金を抱えている。
久し振りに再会した雅春に、彼が巨大な陰謀に巻き込まれていることを伝え、逃亡を促した後に、車に仕掛けられた爆弾で爆死した。
金田貞義（かねだ さだよし）
今回の首相暗殺事件の被害者にして、作中における現総理大臣。50歳と若く聡明な人物で、国民からの人気も高い。
樋口晴子（ひぐち はるこ）
青柳雅春の大学時代の恋人。今は別の男性と結婚し、七美という4歳の娘がいる。
小野一夫（おの かずお）
青柳雅春が学生時代に所属していたサークルの後輩。一時、逃亡中の雅春を匿うことになる。愛称は「カズ」。
岩崎英二郎（いわさき えいじろう）
青柳雅春が勤めていた宅配会社の従業員。当時、新人だった雅春に宅配のいろはを教えた。ロックが大好きで、あらゆる物事をロックに結びつけようとする。ヒップホップに偏見がある。警察とやりあうより妻との喧嘩を恐れる。
轟（とどろき）
花火工場「轟煙火」の社長。従業員たちからは、親しみを込めて「ロッキー」と呼ばれている。
保土ヶ谷康志（ほどがや やすし）
仙台病院センターに入院中の還暦を過ぎた患者。ひょんなことから逃亡中の青柳雅春と出会い、彼の逃亡を手助けすることになる。
田中徹（たなか とおる）
仙台病院センターに入院中の患者で、保土ヶ谷康志とは同じ病室。年齢は35歳。病室のテレビで首相暗殺のニュースを知る。
佐々木一太郎（ささき いちたろう）
警察庁警備局総合情報課の課長補佐。今回の首相暗殺事件において捜査の指揮をとることになった。
髪形や幼く見える顔立ちから、ポール・マッカートニーを連想させる。青柳雅春を犯人と断定し、執拗に追跡する。
凛香（りんか）
数年前、青柳雅春によって、暴漢から助け出された当時のトップアイドル。整形の疑いがある。現在は引退している。
キルオ
二年前に仙台で起きた連続刺殺事件の犯人。「キルオ」とは、マスコミが勝手につけたネーミングであり彼の事件が契機となり、仙台市は監視カメラ「セキュリティポッド」を導入することになる。本名は「三浦」。
鎌田昌太
キルオに大金を積まれ部屋を貸し、日本中を親子で旅する。1年半ぶりに部屋へ戻る。来年小学生に上がる息子が1人いる。

## 書籍情報
- 単行本：2007年11月発行、新潮社刊、ISBN 4104596035, 978-4104596034
- 文庫版：2010年11月発行、新潮文庫刊、ISBN 410125026X, 978-4101250267

## 映画
2010年1月30日に公開された。伊坂が原作の映画は以前も一部が仙台市内で撮影されていたが、本作は全て仙台での撮影となった。
原作の舞台となった仙台市の各所で、2009年5月からロケが行われた。撮影にはせんだい・宮城フィルムコミッションや宮城県警、東日本放送などの協力で同年7月にクランクアップとなった。第2回仙台シネマ認定作品。
2011年3月12日にフジテレビの「土曜プレミアム」で地上波初放送される予定だったが、前日の3月11日に本作の舞台である東北地方で東北地方太平洋沖地震が起こった影響で休止となった。その後、同年10月1日に改めて放送された。

### キャスト
- 青柳雅春 - 堺雅人
- 樋口晴子 - 竹内結子
- 森田森吾 - 吉岡秀隆
- 小野一夫 - 劇団ひとり
- キルオ - 濱田岳
- 岩崎英二郎 - 渋川清彦
- 保土ヶ谷康志 - 柄本明
- 轟静夫 - ベンガル
- 樋口伸幸 - 大森南朋（晴子の夫）
- 凛香 - 貫地谷しほり
- 井ノ原小梅 - 相武紗季（マンガ喫茶で青柳と出会う女性）
- 小鳩沢 - 永島敏行
- 近藤守 - 石丸謙二郎（刑事）
- 佐々木一太郎 - 香川照之
- 鶴田亜美 - ソニン（小野一夫と交際中の女性）
- 鷲津刑事 - テイ龍進
- 児島安雄 - でんでん（巡査）
- 海老沢克夫 - 戸沢佑介（幹事長）
- 青柳雅春（整形後） - 滝藤賢一
- 金田貞義 - 伊藤ふみお
- 樋口七美 - 北村燦來（晴子の娘）
- 鶴田辰巳 - 鈴木福（亜美の息子）
- カナエ - 松山愛里（バス停にいた女性）
- ケンジ - 中林大樹（爆弾テロ騒ぎを知らなかった男）
- 轟一郎 - 少路勇介（轟静夫の息子）
- カー用品の女店員 - 笠木泉
- ウェイトレス - 麻衣
- 病院スタッフ - 汐見ゆかり
- 鎌田昌夫 - 吉澤天純（昌太の息子）
- 病院警備員 - 池口十兵衛
- 岩崎美千代 - 安藤玉恵（英二郎の妻）
- 田中徹 - 波岡一喜
- 加藤 - 上田耕一（雑居ビルオーナー）
- 大串 - 芦川誠
- 矢島 - 木下隆行（TKO）
- 謎の整形外科医 - 岩松了（※声のみの出演）
- 鎌田昌太 - 山口良一
- 青柳照代 - 木内みどり（雅春の母）
- 青柳平一 - 伊東四朗（雅春の父）
- 宮城県警本部長 - 竜雷太
- 越村公一、田上ひろし、妹尾青洸、天現寺竜、小高三良　ほか

### スタッフ
- 監督：中村義洋
- 原作：伊坂幸太郎「ゴールデンスランバー」（新潮社刊）
- 脚本：中村義洋、林民夫、鈴木謙一
- 製作：畠中達郎、島谷能成、百武弘二、キャサリン・キム、雨宮俊武、宇田川寧、喜多埜裕明、春名慶、町田智子、大宮敏靖
- 音楽：斉藤和義
- 主題歌：斉藤和義「Golden Slumbers」（SPEEDSTAR RECORDS）
- エンディングテーマ：斉藤和義「幸福な朝食 退屈な夕食」（SPEEDSTAR RECORDS）
- 撮影協力：せんだい・宮城フィルムコミッション、宮城県警、岩切病院・南棟3階
- 撮影：小松高志
- 美術：磯見俊裕
- 編集：阿部亙英
- 録音：石貝洋
- VFX：パイプライン
- 刑事・銃器指導：白石しげき、西田陽一
- スタントコーディネーター：吉田浩之
- カースタント：アクティブ21
- ガンエフェクト：BIG SHOT
- プロデュース：宇田川寧、遠藤日登思、臼井央
- 製作プロダクション：スモーク
- 制作協力：ダブ、東宝映画
- 配給：東宝
- 製作：「ゴールデンスランバー」製作委員会（アミューズ、東宝、博報堂DYメディアパートナーズ、CJエンタテインメント、KDDI、スモーク、Yahoo! JAPAN、ショウゲート、朝日新聞社、TSUTAYAグループ）

### ロケ地
- 仙台市：前述の通り、本作品は全て仙台市内で撮影されている。
  - 藤崎：店舗前や屋上ビアガーデン、エレベーター、晴子が家族と買い物をするシーンなどでロケが行われた。
  - 定禅寺通：一部区間（せんだいメディアテーク付近）を閉鎖して、金田首相の凱旋パレードシーンを撮影。
  - 青葉通り：凱旋パレード中、青柳と森田が乗った車（フォルクスワーゲン・ゴルフII 19E型）が路上駐車していた場所は、青葉通りの交差点から入った路地である。
  - 勾当台公園：終盤、青柳が報道陣の前に姿を現した場所は、この公園の野外音楽堂。また、晴子が出てきたマンホールは市民広場・地下駐車場の出口付近に実在する。
  - 仙台フォーラス：青柳と森田が待ち合わせした場所。中村監督の「待ち合わせといえばフォーラスだよね」というひと言でロケ地に決定した経緯がある。
  - 一番町四丁目買物公園：再会した青柳と森田が歩くアーケード街。ハンバーガーをテイクアウトしたロッテリア仙台一番町店や、逃走経路となった東一市場がある。
  - 西公園：青柳が通過した煉瓦下水道（杜の都れんが下水洞窟）、及び放流口がある。本作の撮影に使用されたことは下水洞窟内でも紹介されており[6]、一般見学会に参加すると「ゴールデンスランバー」仕様のマンホールカードを貰うことができる[7]。
  - 広瀬川：放流口から外に出た青柳が、川を渡るシーンがある。対岸の河川敷は、凛香が待機していた場所として使われている。
  - 広瀬川仲ノ瀬緑地運動広場：学生時代の青柳、晴子、森田、カズが煙火店のバイトをした際のシーン。
  - 東北医科薬科大学病院：撮影時の名称は、東北厚生年金病院。キルオと再会し、入院していた保土ヶ谷と出会う「仙台病院センター」のロケ地として使われた。
  - 岩切病院：こちらも「仙台病院センター」のロケ地として使われた。
  - 仙台ロイヤルパークホテル：凛香が、暴漢から助け出してくれた青柳をスイートルームに招いた場面で使用されている。
  - ヨドバシカメラマルチメディア仙台：青柳が、金田首相暗殺のニュースを観る家電量販店。PSPとワンセグチューナーを購入する。
  - 東日本放送：プロデューサー・矢島が在籍する民放テレビ局として使用された。
  - オートバックス 286根岸：晴子がバッテリーを買いに行ったカー用品店。
  - 錦ケ丘ヒルサイドモール：撮影当時の名称は「ヒルサイドショップス&アウトレット」。青柳、晴子、森田、カズが集まったカフェとして使用された「グッディーズ」が、かつてあった（現在は閉店）。
  - ステーキ宮南小泉店：青柳がカズに頼まれて向かったファミリーレストランとして使用された。
  - 仙台港：身元不明の遺体が打ち上げられる場面で使われている。
  - 泉区東向陽台：逃走に使用したトヨタ・カローラ（E20型）が放置されていた場所。
  - 泉区加茂2丁目：青柳が、岩崎を人質に取って逃げ込んだ団地として、県営加茂住宅でロケが行われた。
  - 青葉区立町：逃走した青柳が、ドン・キホーテ 晩翠通り店の裏通りを走る場面がある。
  - 青葉区本町：マンホールから花火が打ち上がるシーンで使われている。
  - 青葉区芋沢権現森山：芳賀火工 仙台工場が「轟煙火」として撮影に使われた。
  - 若林区卸町：護送中の青柳が、キルオと邂逅するシーンで使われている。なお、「卸町西交番」は映画のために組まれたセットであるため、実在しない。
  - 宮城県道264号大衡仙台線(荒巻本沢大橋）：青柳が動けるようになったカローラで検問の渋滞に捕まるシーンに使われている。当時建設中であった当県道のこの区間はほぼ完工済だったが未供用で、その期間を利用して行われた。

### ビハインドストーリー
『映画ゴールデンスランバービハインドストーリー 首相暗殺事件、その視聴者』
auオリジナルドラマ（LISMOオリジナルドラマ）第9弾となるケータイ配信ドラマ。全5話。原作『第二部・事件の視聴者』を原案とした、映画本編を他視点から見たストーリー。2009年12月21日より第1話配信開始。第2話以降は2010年1月4日配信より開始。全話セルDVD及びBDに収録されている。

#### キャスト
- 保土ヶ谷康志 - 柄本明
- 田中徹 - 波岡一喜
- 看護師 - さくら

#### スタッフ
- 脚本：鈴木謙一、中村義洋
- 企画：KDDI、ゴールデンスランバー製作委員会2010
- 監督：中村義洋
- 主題歌：「ランナウェイ 〜こんな雨じゃ〜」斉藤和義（サウンドトラックに収録。）

### サウンドトラック

#### 『ゴールデンスランバー 〜オリジナルサウンドトラック〜』
本作の音楽監督を務めた斉藤和義によるサウンドトラック。歌詞カードには、斉藤と中村義洋監督の対談とライナーノーツが掲載されている。

#### 収録曲
特記のないものは全曲、作詞・作曲・編曲・歌：斉藤和義 1・19・20曲目以外はすべてインストゥルメンタル。
1. Golden Slumbers [1:40]
  - 作詞・作曲：John Lennon,Paul McCartney
2. 春の日 [1:53]
  - 斉藤の2002年のアルバム『35 STONES』の中の1曲「Orange」をイメージした曲。
3. 森田と青柳 [3:24]
4. 逃亡のテーマ [4:24]
  - 作曲・編曲：斉藤和義,エマーソン北村,隅倉弘至,玉田豊夢
5. 悪魔のエレベーター [1:34]
6. 逃亡のテーマ2 [1:31]
  - 作曲・編曲：斉藤和義,エマーソン北村,隅倉弘至,玉田豊夢
7. キルオ登場 [1:46]
8. 春の日2 [2:06]
9. 死んじゃう! 死んじゃう!! [2:58]
  - 作曲・編曲：斉藤和義,辻村豪文,森信行,隅倉弘至,エマーソン北村
10. 岩崎の裏切り!? [1:47]
  - 作曲・編曲：斉藤和義,隅倉弘至,エマーソン北村
11. 花火 〜マンドリンversion〜 [1:31]
12. 作戦のテーマ [5:57]
  - 後に斉藤のアルバム『ARE YOU READY?』に、この曲に歌詞とスチャダラパーのBoseによるラップを付け足した、「いたいけな秋」が収録された。
13. 花火 [3:05]
  - Strings Arrangement：村山達哉,斉藤和義
14. Golden Slumbers 〜Instrumental〜 [2:01]
  - 作曲：John Lennon,Paul McCartney
15. 救出のテーマ [2:30]
  - 作曲・編曲：斉藤和義,隅倉弘至,エマーソン北村
16. 絶望の公園 [2:30]
  - Strings Arrangement：村山達哉,斉藤和義
17. ランナウェイ 〜Instrumental〜 [4:24]
18. ナスの花 [3:54]
  - Strings Arrangement：村山達哉,斉藤和義
  - 斉藤の2000年のミニアルバム『HALF』の中の1曲「ユーモアで」をイメージした曲。
19. 幸福な朝食 退屈な夕食 (新録) [8:16]
  - 1997年に発表された斉藤のアルバム『ジレンマ』に収録され、後にシングルカットされた曲の再録。原曲と比べ、アウトロが長い。
20. ランナウェイ 〜こんな雨じゃ〜 [4:34]
  - ボーナス・トラック。『ランナウェイ 〜Instrumental〜』に詞を付けた、書き下ろし曲。本編ではなく携帯電話で配信された『ビハインドストーリー』の主題歌に使用された。

### ソフト化
2010年8月6日発売。発売・販売元はアミューズソフトエンタテインメント。
- ゴールデンスランバー DVD版（2枚組）
  - ディスク1：本編DVD
    - 映像特典
      - ゴールデンスランバー ビハインドストーリー 首相暗殺事件、その視聴者
      - 特報
      - 劇場予告編集
      - アヒルと鴨のコインロッカー DVD告知
      - フィッシュストーリー DVD告知

  - ディスク2：特典DVD
    - メイキング オブ ゴールデンスランバー
    - Music of GOLDEN SLUMBER
    - 未公開シーン集
    - 完成披露試写会
    - プレミアムイベント
    - 初日舞台挨拶
    - 第60回ベルリン国際映画祭
    - 仙台凱旋パレード
    - インタビュー
    - 公開記念特番

  - 初回限定特典
    - 特製アウターケース
    - ブックレット（公開時プレス縮刷版）
- ゴールデンスランバー Blu-ray Disc版（初回生産分は特典DVD付き2枚組・初回生産終了後は本編BDのみ）
  - 本編BD映像特典：DVD版と同様
  - 初回限定特典
    - 特典DVD（DVD版の特典DVDと同内容）
    - ブックレット（DVD版と同様）
    - 特製スリーブケース

## 舞台劇
演劇集団キャラメルボックスが2016年11月30日 - 12月4日に新神戸オリエンタル劇場、12月10日 - 25日にサンシャイン劇場で舞台上演した。脚本は成井豊。

### 出演（舞台劇）
- 青柳雅春 - 畑中智行
- 樋口晴子 - 渡邊安理
- 森田森吾 - 山崎彬（悪い芝居）
- 小野一夫 - 小多田直樹
- 佐々木一太郎 - 岡田達也
- 小鳩沢英樹 - 三浦剛
- 青柳平一/保土ヶ谷康志/高校生1 - 阿部丈二
- 青柳照代/アナウンサー - 坂口理恵
- 岩崎英二郎/矢島良治/刑事1/高校生2 - 左東広之
- 轟静夫/児島安雄/高校生3 - 菅野良一
- 井之原小梅/鶴田亜美/岩崎美千代 - 森めぐみ
- 大友伸弥/オーナー/刑事2/高校生4 - 近藤利紘
- 凛花/リポーター - 大滝真実
- 樋口七美/ウエイトレス - 石森美咲
- 警官1 - 元木諒
- 警官2 - 竹鼻優太
- キルオ/マネージャー - 一色洋平
- 金田貞義（映像出演） - 西川浩幸

## 韓国映画
2018年2月14日に韓国版映画が公開された。監督はノ・ドンソク、主演はカン・ドンウォンとハン・ヒョジュが務めた。
2018年1月17日にソウル市行われた制作報告会にて、主演のカン・ドンウォンは自身が原作に触れ感銘を受け、制作会社に提案し実現した映画化だと語った。監督は、韓国の観客の嗜好に合わせて脚色したと語っており、ストーリーは「誰も信じないで。そして必ず生き残って」というキャッチコピーのもと、ソウルの光化門で発生した大統領候補の暗殺事件の犯人として追われる男の逃走劇となっている。あらすじは似ているが原作には登場しない人物が多数出演している。

### キャスト（韓国映画）
※括弧内は日本語吹替
- キム・ゴヌ - カン・ドンウォン（野島裕史）

主人公の宅配ドライバー、原作でいう青柳雅春。
- ソニョン - ハン・ヒョジュ（逢沢ゆりか）

ゴヌの元恋人、原作でいう樋口晴子。
- ムヨル - ユン・ゲサン（山本兼平）

ゴヌの同級生、原作でいう森田森吾。
- グムチョル - キム・ソンギュン（関口雄吾）

ゴヌの同級生。
- ドンギュ - キム・デミョン（竜門睦月）

ゴヌの同級生。
- ジュホ - チェ・ウシク（石狩勇気）

ゴヌの後輩。
- ミン - キム・ウィソン（上別府仁資）

NIS（大韓民国国家情報院）の元要員、韓国版オリジナルキャラクター。
- ユミ - チョン・ソミン

ゴヌの恋人。NIS（大韓民国国家情報院）の要員、正体を見破られゴヌを謀殺しようとする。

### スタッフ（韓国映画）
- 監督 - ノ・ドンソク
- 原作 - 伊坂幸太郎(新潮社)
- 配給会社 - HARK